# Grensbeek (Venlo)
De Grensbeek is een beek in de wijken Herongerberg en 't Ven in de Nederlandse gemeente Venlo. De beek ligt op de rechteroever van de Maas en ligt in het stroomgebied van de Maas.
De beek stroomt Nederland binnen vanaf het meest oostelijke punt van de gemeente Venlo. Vanaf daar loopt de beek lang de landsgrens tot het zuidelijke uiteinde van de Beekoverstraat. Van daaruit loopt de beek verder als Lovendaalsebeek. De beek heeft een lengte van 1397 meter.